# Lanklaar

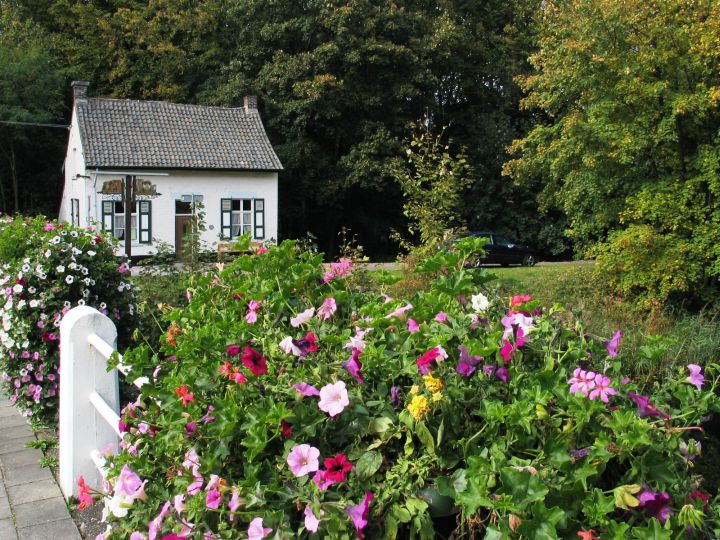
Brugwachtershuis (1841) in de Historische Scheepvaartsite Tivoli (Brugwachterskade 1) te Lanklaar (15 okt 2004).

Lanklaar (Limburgs: Lanker) is een dorp in de Belgische provincie Limburg en een deelgemeente van de stad Dilsen-Stokkem. Het was een zelfstandige gemeente tot het bij de fusie van 1971 toegevoegd werd aan de nieuw gevormde fusiegemeente Dilsen-Stokkem.

## Geografie en ligging
Lanklaar ligt geografisch gezien deels in de Maasvallei en deels op het Kempens Plateau. Hierdoor is er een aanzienlijk hoogteverschil tussen de dorpskern ten oosten van de Zuid-Willemsvaart (gelegen op een hoogte van 34 meter) en het plateau (gelegen op een hoogte van 94 meter) waarop uitgestrekte bossen en de woonwijken Groot Homo en Nieuw Homo te vinden zijn, een verbastering van de familienaam van Joseph Haumont, een conducteur van Bruggen en Wegen die zich in Lanklaar rond 1840 vestigde. Tussen de dorpskern en het plateau ligt het industriegebied van Lanklaar en het erg grote Lanklaarderbos. Dwars door dit bos loopt de Boslaan, de rechtstreekse verbinding tussen Lanklaar-centrum en Hasselt.
Binnen de fusiegemeente is Lanklaar de meest zuidelijke deelgemeente en grenst het aan Dilsen en Stokkem. Verder grenst Lanklaar aan de Maasmechelse deelgemeenten Leut, Meeswijk, Eisden, Vucht en Mechelen-aan-de-Maas en aan Niel-bij-As, dat een deelgemeente is van As.

## Geschiedenis
Lanklaar ontstond uit Mulheim (zie ook Feresne), nu een gehucht ten zuiden van de kern en daaraan vastgebouwd. Het werd in 1281 voor het eerst vermeld als Langlaer. De naam Lanklaar is aan de natuur ontleend: lank is lang en laar is een open ruimte in het bos. Het betrof een lang en smal gebied in een open ruimte in het Ledebos dat een leengoed was van het Heilige Roomse Rijk.
Het gebied waarin Lanklaar is gelegen werd al bewoond vanaf het mesolithicum en is gesitueerd aan de voormalige Romeinse Heerbaan van Tongeren naar Nijmegen. De huidige Oude Baan volgt nog het traject van deze Heerbaan. 
Lanklaar heeft zijn ontstaan en zijn eerste kerk te danken aan een Loonse ambtenaar De Pommerio (Van den Boomgaard) die in de 12de eeuw het Brouxhof bezat, dat hij van de heer van Leut in leen had. De kerk hing af van de parochie Eisden en daarna van deze van Dilsen. In 1320 ging Lanklaar zowel kerkelijk als administratief deel uitmaken van Stokkem. Later werd het een zelfstandige gemeente en zelfstandige parochie met als patroonheilige St.-Paulus. In de periode 1812, in de Napoleontische tijd, werd de steenweg tussen Tongeren en Maaseik aangelegd zodat het gebied beter ontsloten werd.
Lanklaar fungeerde als doorgangsgemeente voor vele buurgemeenten. Reden was de Boslaan, de rechtstreekse verbinding tussen Hasselt en het Maasland die uitgaf in het centrum van Lanklaar.
In 1800-1803 werd in Lanklaar de Zuid-Willemsvaart aangelegd. Het dorp kreeg een draaibrug en kade voor schepen. In 1906 opende Hôtel Beau Séjour bij Tivoli. Daardoor staat Lanklaar bekend als de oorsprong van het toerisme in Limburg. Het dorp ontwikkelde zich op toeristisch vlak als 'Het Schoonste Hoekje van Limburg'. Deze leuze werd vele jaren door het hoofdpostkantoor van Lanklaar als poststempel gebruikt. Door de vele bossen kreeg het dorp ook bekendheid als 'Het dorp van de gezonde lucht'. Dokters stuurden hun patiënten naar Lanklaar waardoor het een kuuroord werd. Later ontwikkelde zich Lanklaar als een villegiatuurcentrum met tal van weekendhuisjes in de bossen van Costa Brava. Op toeristisch vlak is Lanklaar een parel met heel wat fietsbruggen en het vakantiedorp Terhills Resort.
In 1942 werd langs de nieuwe Zuid-Willemsvaart een groot Russisch krijgsgevangenkamp gebouwd. Honderden Russische- en Oekraïense krijgsgevangenen verbleven in dit dorp van houten huizen, barakken genoemd. Na de Tweede Wereldoorlog kregen mannen uit andere Europese landen er een onderkomen omdat ze kozen om in de koolmijn te gaan werken. Na verloop van tijd lieten ze hun gezinnen uit Zuid-Europa overkomen naar Lanklaar om een nieuw leven te beginnen. In het begin kwamen vooral Italianen, Spanjaarden en Grieken. Door de komst van de mijnwerkers uit andere landen naar Lanklaar, groeide de bevolking in Lanklaar snel. Voor deze mensen zijn er al vanaf 1928 sociale woonwijken gebouwd. Zo bood woonkern De Slakken in 1928 onderdak aan 30 gezinnen. Later volgden de sociale woonwijken langs de Oude Baan, Bresil en Geverslaan. In 1964 mochten de laatste bewoners het Barakkenkamp van Lanklaar verlaten omdat in de woonkern Noteborn 101 nieuwe huizen werden opgericht. Door de bouw van Noteborn groeiden de kernen Mulheim en Lanklaar aan elkaar. Momenteel zijn deze oude sociale woonwijken afgebroken en vervangen door nieuwe moderne bouwprojecten rond pleinen. Het Russisch krijgsgevangenkamp werd afgebroken in 1966. Op deze locatie bouwde Bekaert-Lanklaar in 1968 een fabriek. Nu staat op deze locatie kantonbedrijf Soenen-Lanklaar.
Vanaf 1968 werd de werkgelegenheid van de inwoners in de steenkoolmijn geleidelijk aan vervangen door de komst van een groots bedrijventerrein van nationaal belang in Lanklaar. Grote bedrijven zoals Siemens AG, Bandag en Bekaert vestigen zich in 1968 op het aangelegde bedrijventerrein Lanklaar. Siemens was actief van 1969 tot 1999 en Bekaert sloot zijn deuren in 2008. Bandag sluit in 2025. Stelselmatig is het bedrijventerrein Lanklaar verruimd tussen de Zuid-Willemsvaart en de grens met Eisden (Maasmechelen Village) tot aan de voet van de Maasvallei/Kempisch Plateau in het Lanklaarderbos.
Opvallend in Lanklaar is het hoogteverschil. Château de Litzberg en Heuvelsven is het hoogste punt op 94 meter boven de zeespiegel. De geklasseerde Vuurmolen (Rijksweg 106) langs de Vrietselbeek is het laagste punt op 34 meter boven de zeespiegel. Bij het hoogste punt heeft Lanklaar een ijzersterke ondoordringbare grondlaag. Om die reden treft men in het Lanklaarderbos de vennen: Heuvelsven (Groot Homo), Kruisven (Boslaan/Costa Brava) en Schaapsven (Nieuw Homo).
Omdat de Vrietselbeek dwars door Lanklaar loopt, heeft haast elke straat in het dorp een brug. Die Vrietselbeek is al vele jaren een levensader voor het dorp. Mensen kozen om in Lanklaar te blijven wonen omdat de beek water gaf aan de dieren van de boerderij. Vrouwen deden de was in het reine water en kinderen speelden er met bootjes of gingen er vissen. De Vrietselbeek kreeg tot 1964 water van opborrelende bronnen uit 't Greven in Mulheim. Tot 2022 kreeg de Vrietsel water uit de nieuwe Zuid-Willemsvaart. Nu krijgt de Vrietsel water van rein opgepompt water uit het mijn verzakkingsgebied Meeswijk en Leut. Een grote populatie bevers bouwt bij regelmaat dammen in de Vrietsel, waardoor de beek plaatselijk droog komt te staan.
Op 16 april 1971 werd de gemeente Lanklaar opgeheven en fuseerde het met Stokkem, Dilsen, Rotem en Elen tot de huidige fusiegemeente en stad Dilsen-Stokkem. Deze fusie was, samen met Kinrooi, de eerste grote fusie en een voorbeeld voor de samenvoeging van gemeenten die groots werd doorgevoerd in België in 1977. De financieel gezonde gemeente Lanklaar met toerisme en industrie, was bij de fusie in 1971 erg geliefd bij Eisden (kanton Mechelen-aan-de-Maas) en Dilsen (kanton Maaseik). Het gemeentebestuur van Lanklaar koos uiteindelijk samen te gaan met Dilsen. Wettelijk kon dit niet omdat Lanklaar over een kantongrens moest geheven worden. Stilzwijgend haalde de burgemeester van Dilsen zijn slag thuis.  

## Demografische ontwikkeling
- Bronnen:NIS, Opm:1831 tot en met 1961=volkstellingen

## Galerij

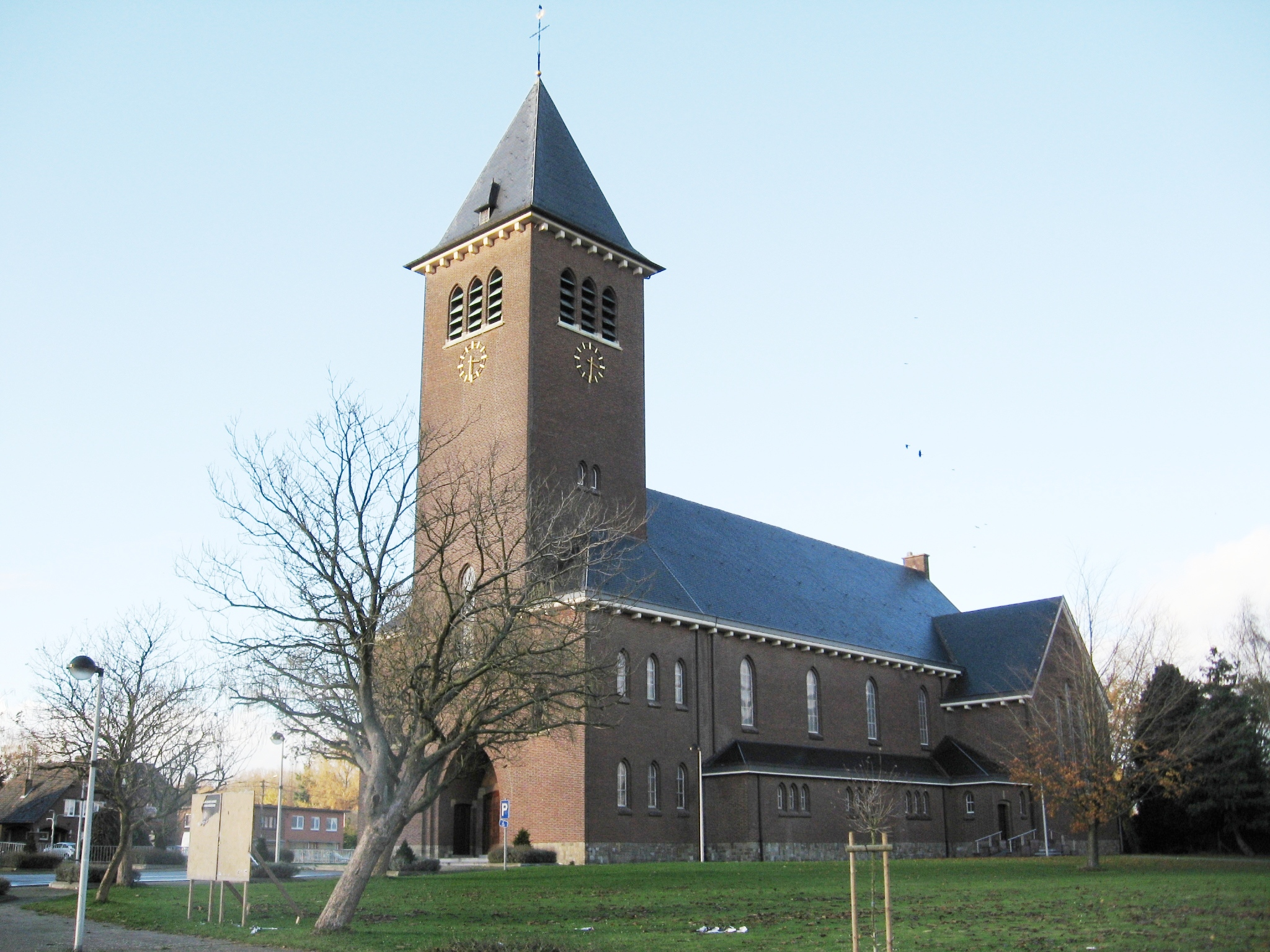
De Sint-Pauluskerk van Lanklaar
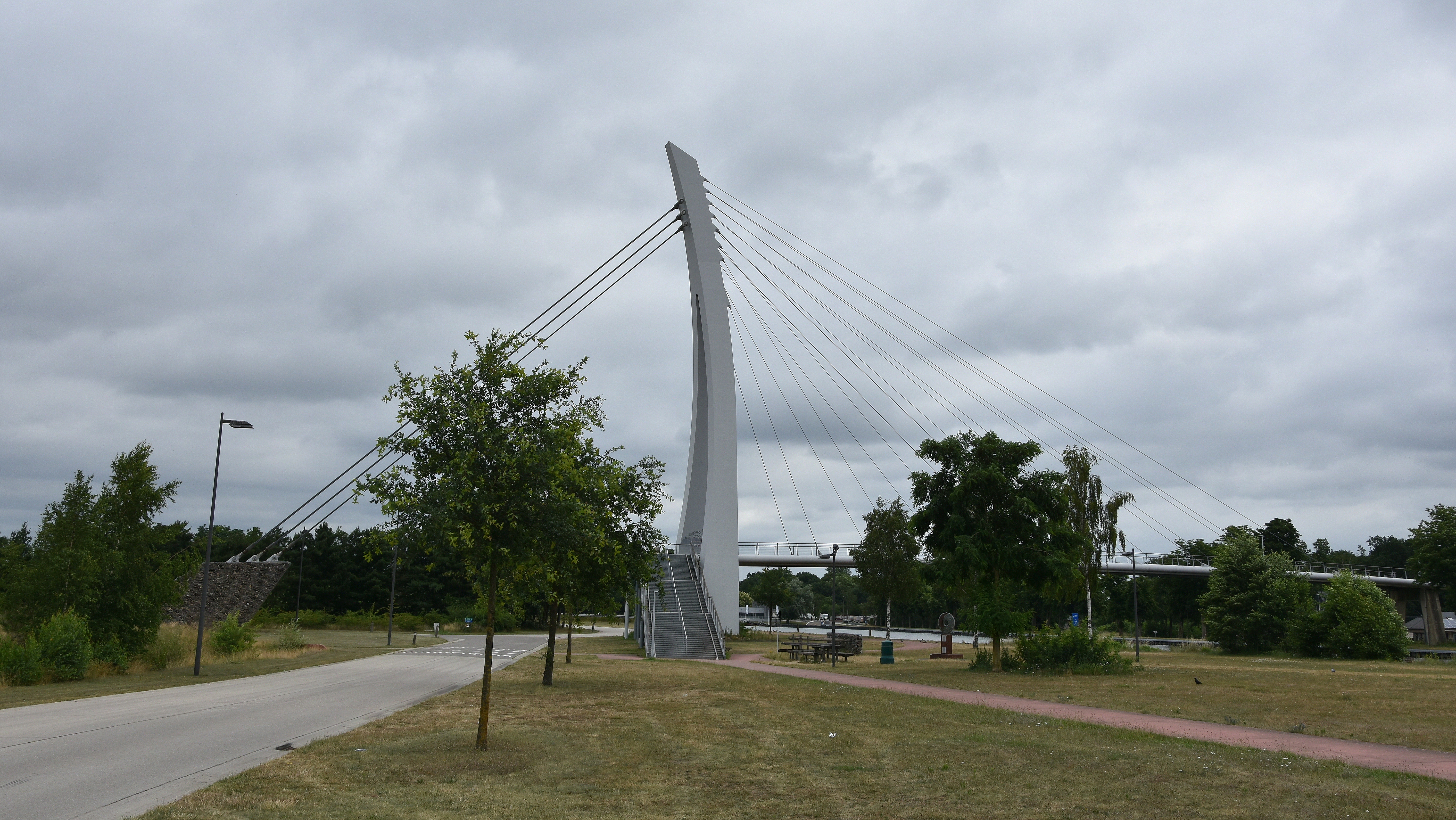
Tuibrug over de Zuid-Willemsvaart
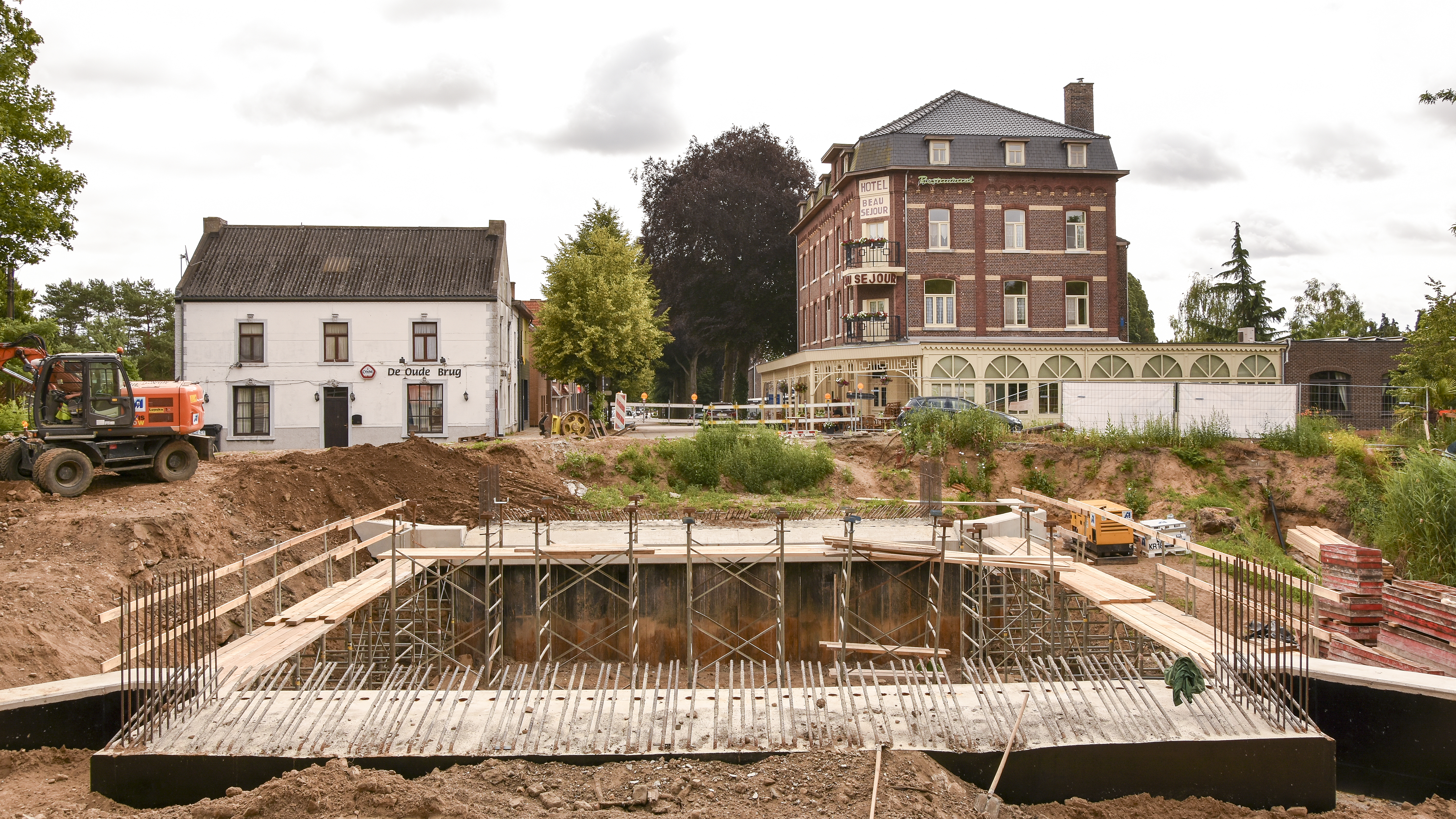
Bouw in 2018 nieuwe brug over de oude kanaalarm
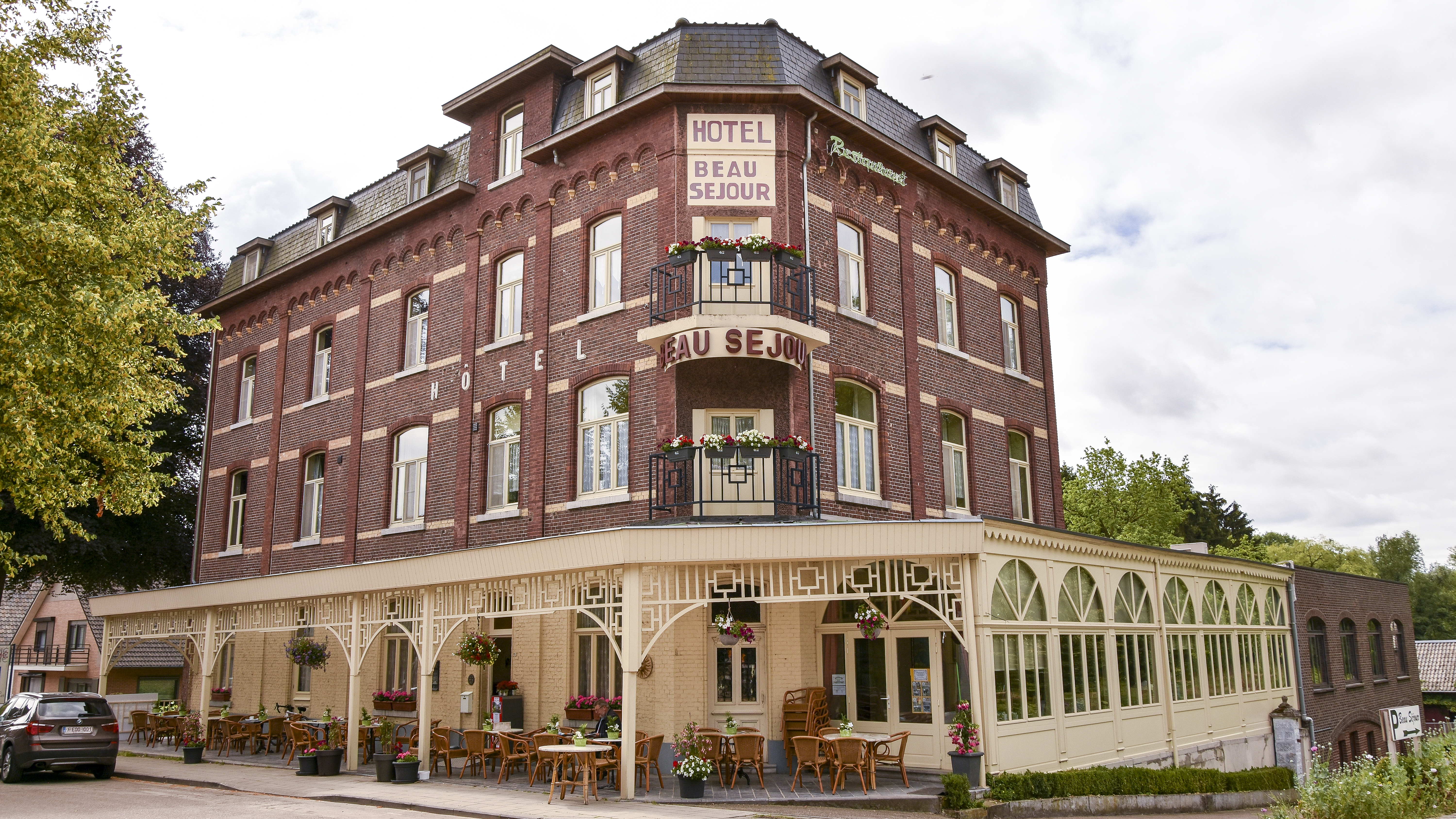
Hotel Beau Séjour
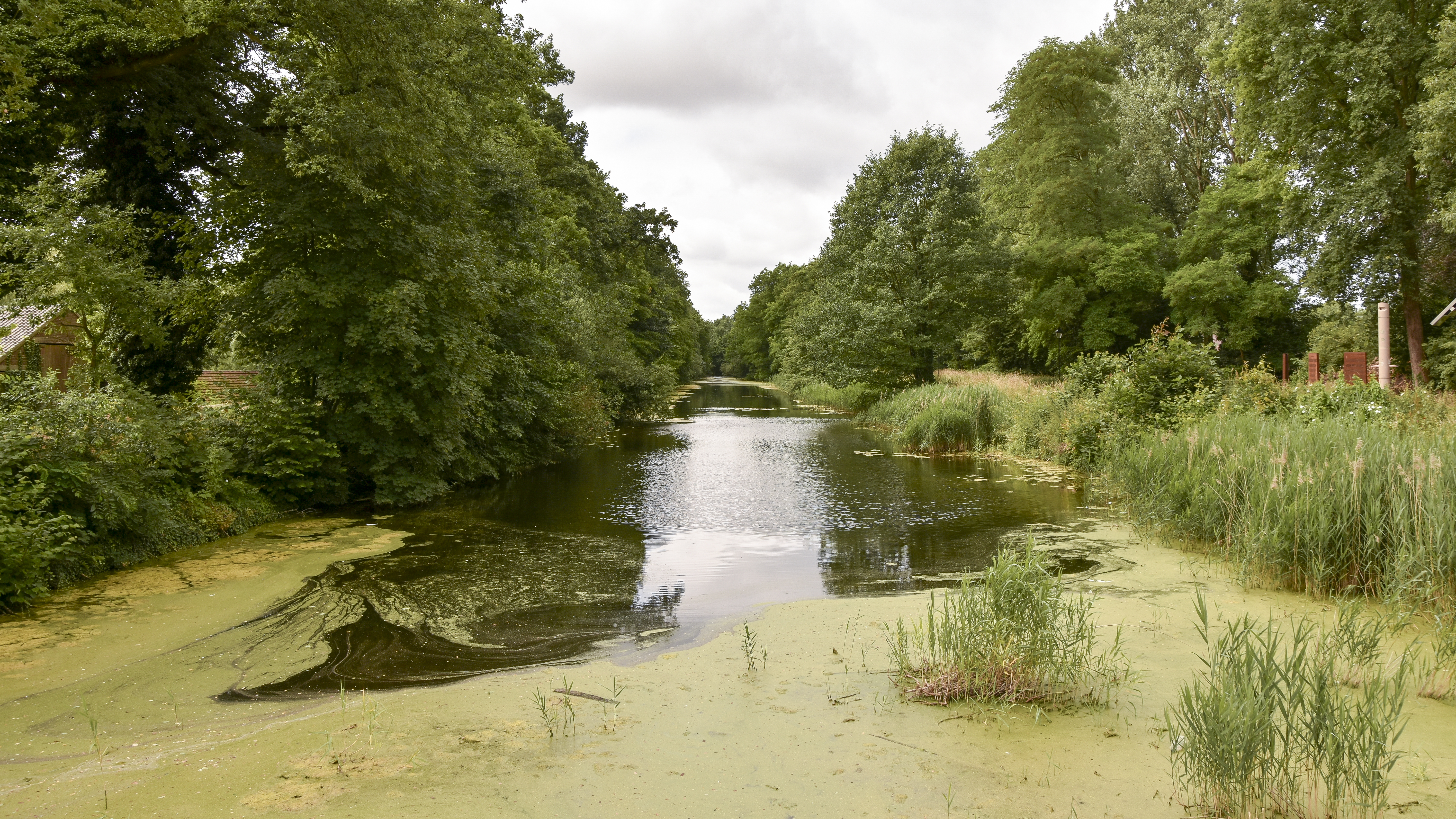
Oude kanaalarm
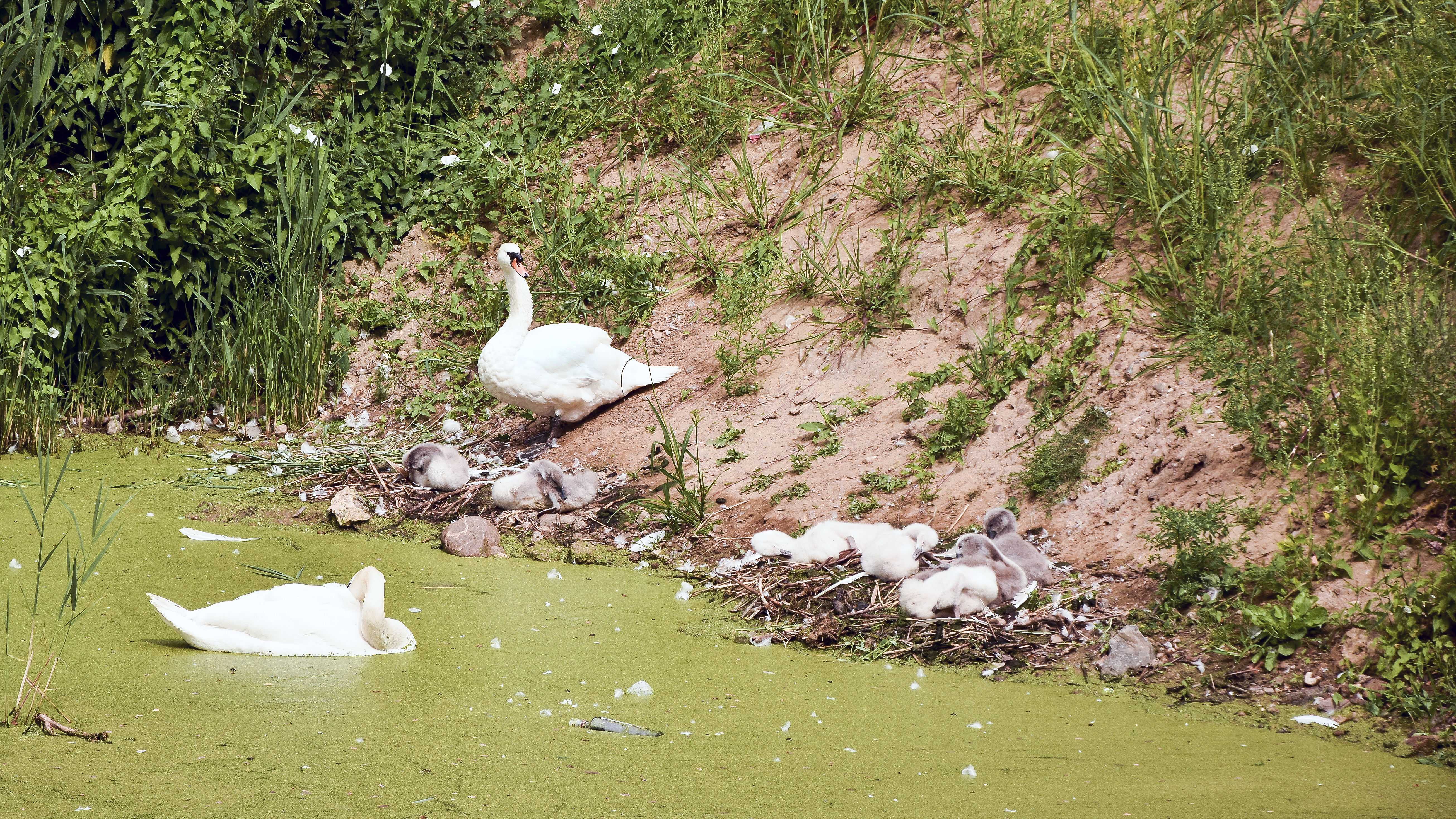
Broedende zwanen bij de oude kanaalarm
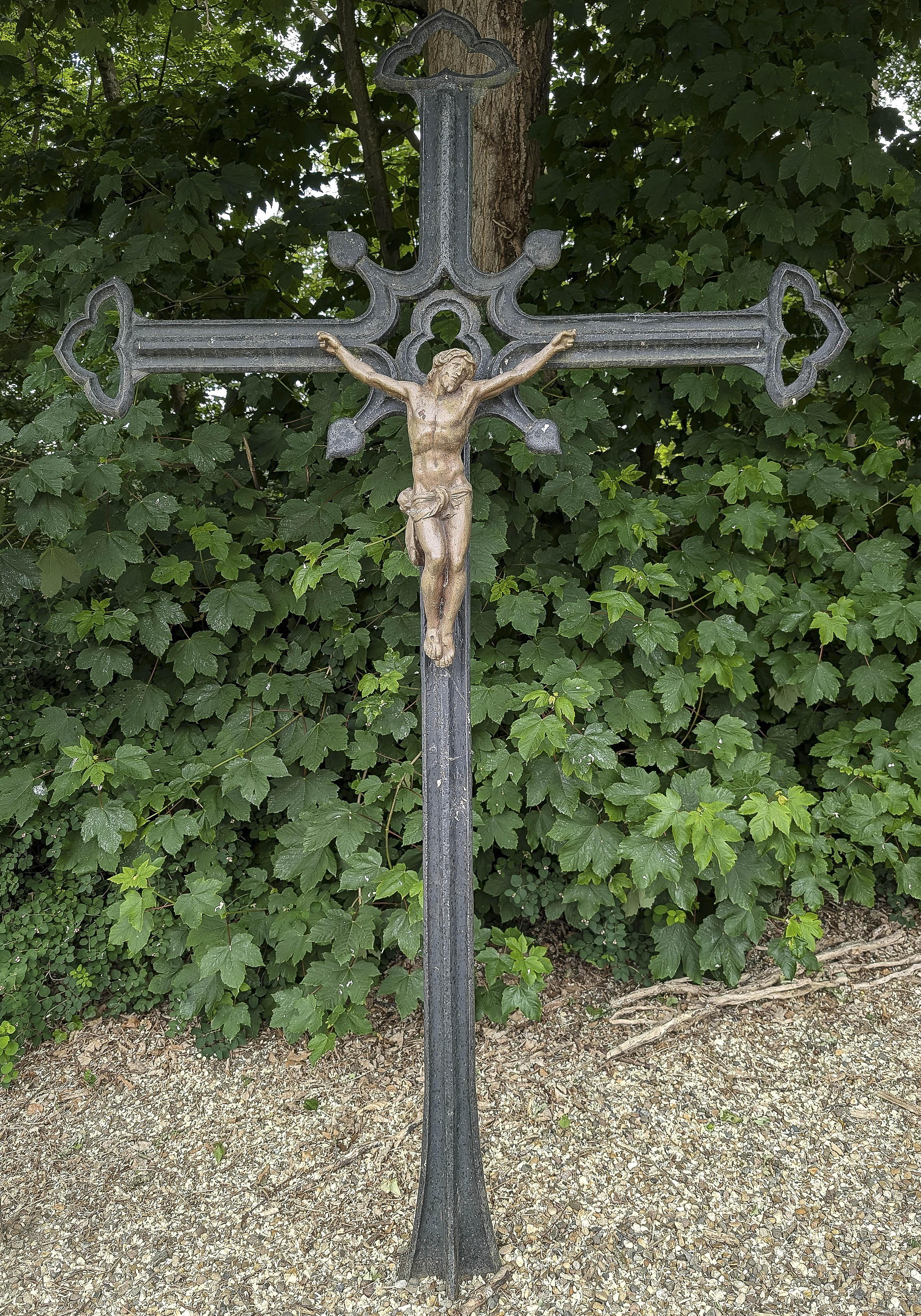
Vilvertkruis of Verkeerde Lieve Heer

## Bezienswaardigheden
- De tuibrug van Lanklaar in het centrum, een voetgangers- en fietsbrug die de nieuwe Zuid-Willemsvaart overspant tot 7 meter boven het water met bijzondere aanloopstroken van 200 meter lang. De aanloopstroken slingeren zich door het landschap en over zeven landhoofden in de vaart. De pyloon met de tuien (kabels) is 43 meter hoog.
- De toren van de St.-Pauluskerk is 44 meter hoog.
- De Pontonbrug over het meer van Terhills, tussen de Lange Terril en de Tweelingterril, centraal in het Lanklaarserbos werd in september 2024 in gebruik genomen. Het betreft een drijvende brug van 380 meter lang in de vorm van een S. Het is het paradepaardje van Toerisme Limburg, die de brug liet bouwen. Je geraakt aan de Pontonbrug via de Hoeveweg of Nationaal Parklaan. Je mag er te voet of met de fiets over heen. Het panorama is adembenemend mooi.
- Tivoli:
  - Aan de oude Zuid-Willemsvaart (1800-1803), in de Historische Scheepvaartsite Tivoli kan je wandelen over een eiland. Oogstrelend is het Brugwachtershuisje uit 1841. Het pand werd gerestaureerd in 2006 en voorzien van een oudheidkamer.
  - Het eiland Tivoli is een klein openluchtmuseum met tal van historische gebouwen. Zo o.a. de Schippersherberg (1853), Villa Les Arcades (1923), Villa Les Bruyères (1910), Villa Beau Site (1899), de Watersnip (1927) met restanten van het Staatsbos dat in Lanklaar gelegen was, Huize Litzberg (1907) van dichter Arnold Sauwen. Verder tref je er een historische Verkeerde Lieve Heer, afkomstig van het Vilvert (1892), het monument de brugwachter (2006). De slagbomen van de draaibrug, die bij een Beau Séjour wandeling met gids omlaag worden gehaald, sieren de site met historische lantaarnpalen en dijken (de trekweg voor de lijnpaarden) in Maaskeien.
  - Op Tivoli staan acht mammoetbomen. De hoogste en meest merkwaardige staat in de tuin van het pand de Watersnip aan de Brugwachterskade 3. De boom is door Licona opgenomen bij de 5 merkwaardigste bomen van Limburg. De andere mammoetbomen zijn in een halve cirkel aangeplant in 1974 en staan langs het Brugwachtershuisje. In het Lanklaarderbos bij Terhills Resort staan nog zeven mammoetbomen langs wandelpaden.
  - Hotel Beau Séjour, uit 1906 dat brugwachter Herman Houben in 1905 en 1906 liet bouwen, in de hoop dat zijn vier dochters er de ware liefde zouden vinden heeft een merkwaardige art-deco architectuur[1]
- Op het kerkplein, kruispunt Oude Baan-Nieuwstraat staat het standbeeld 't Zavelknuiperke (2002-2003), de bijnaam van de inwoners van Lanklaar. Deze naam hadden ze te danken aan de zand- en heidegronden in het dorp. In 1802 maakten de inwoners van Lanklaar zoveel ophef over de zandverstuivingen dat de Provincie Limburg een subsidie gaf om dennen aan te planten op de hoge zandheuvels. De wortels van de dennen moesten het zand vast houden, vastknopen. Zavelknuiperke is een typisch Lanklaars woord.
- De Sint-Pauluskerk werd gebouwd in 1957-1959, ter vervanging van de in 1854 ingewijde en in 1961 afgebroken kerk. Dit is de derde kerk van Lanklaar. Deze kerk is gebouwd op drijfzand en 95 bunkers van beton.
- Het voormalige gemeentehuis, in 1956-1958 gebouwd in Maaslandse stijl, naar ontwerp van Jozef Martin uit Lanklaar.Twee bijzonder grote glas-in-loodramen geven de geschiedenis van Lanklaar en het Maasland weer.
- Reconstructie van de fundamenten van de Sint-Janskapel (1990) van Mulheim, waarvan het origineel verdwenen is tijdens de aanleg van de Zuid-Willemsvaart in 1801-1803 en later bij de verbreding van de Zuid-Willemsvaart in 1930 tot 1934
- Château de Litzberg, uit 1868
- De vijf terrils in het Lanklaarderbos bij het meer van een verlaten grindgroeve aan de Nationaal Parklaan 1 zijn begroeid met hydroseeding en lenen zich uitstekend voor een wandeling. Drie terrils hebben een hoogte van 103, 104 en 106 meter en kan je beklimmen via wandelwegen.
- Het kleinste alleenstaande Caféke van België aan de Boslaan bij woonkern Costa Brava.
- De Passerelle (1933-1934), een jaagbrug voor paarden tussen de oude- en nieuwe Zuid-Willemsvaart bij het watersportcentrum, straat Litzberg. Via de Passerelle konden de paarden aan een lijn de schepen over de vaart vooruit trekken.
- Brugdelen van de oude draaibrug. Langs de straat Tivoli liggen losse sierlijke brugdelen van de draaibrug ui 1841. Deze draaibrug werd afgebroken in 2018.
- Enkele typische handwijzers uit 1962 als herinnering aan de oprichting van VVV Lanklaar in 1937. Het gaat om uit eik uitgesneden handwerk met zichten van Lanklaar.
- De Windelsteen, originele grenssteen uit de 17de eeuw, gelegen op het kruispunt Hoeveweg-Windelsteenstraat. (Grens: Lanklaar, Mechelen-aan-de-Maas en Niel-bij-As).
- Elaisa is een groots kuuroord (2019) met de architectuur van een tempel aan het meer van Terhills. Vanaf de toppen van de Tweelingterril in het Lanklaarderbos heeft men zich op dit gebouw. Ook te bekijken langs de Nationaal Parklaan. Binnen is het gebouw een museum van de Maja cultuur.
- Zelfrijdende shuttles. Over Terhills rijden er vijf zelfrijdende shuttles... Het is een uniek project in Europa. (Momenteel tijdelijk buiten gebruik. Om die reden zijn de gratis shuttles in 2025 voorzien van een bestuurder).

## Natuur
Lanklaar is de groene deelgemeente van Dilsen-Stokkem met zowat 60% van de oppervlakte die bestaat uit natuurgebieden en bossen. Door de toeristische uitstraling is Lanklaar het mooiste dorp van de vijf deelgemeenten van Dilsen-Stokkem.
- Het Nationaal Park Hoge Kempen ligt voor een deel op het grondgebied van Lanklaar. Het is een nationaal park van 5750 hectare dat in 2006 werd geopend. Centraal in het Lanklaarderbos werd in 2024-2025 een ecoduct over de Boslaan aangelegd.
- De Zuid-Willemsvaart werd 1930-1934 verbreed. In Lanklaar werd een nieuwe Zuid-Willemsvaart gegraven. Om die reden heeft Lanklaar een oude- en nieuwe Zuid-Willemsvaart. De oude vaart is een oase van natuur. Tussen de oude- en nieuwe vaart ontstond het eiland Tivoli. Dit eiland werd in 1944 een natuurreservaat. Dit natuurgebied omvat 27 hectare open water, bos en struweel.
- Het Lanklaarderbos situeert zich als een lange laar tussen de Zuid-Willemsvaart en de grens Niel-bij-As en tussen de dorpsgrenzen Eisden en Dilsen. In dit gebied zijn er wandelwegen en liggen de terrils die beklommen kunnen worden. De terrils geven de toerist het mooiste panorama van Vlaanderen. Het ecoduct over de Boslaan in het Lanklaarderbos kreeg in 2025 de foutieve naam Dilserbos.

## Evenementen
- Eerste zaterdag van januari: Nieuwjaarsduik op het strand van Terland in Terhills Resort, Nationaal Parklaan 1, 3650 Lanklaar.
- Tweede zaterdag van januari: Avondwandeling door Lanklaar met verrassingen. Vertrek aan Hôtel Beau Séjour, Dorpsstraat 59, 3650 Lanklaar. 18 uur. Organisatie: Carnavalsvereniging van de Waterski Lanklaar.
- Laatste weekend van augustus: Folklorefestival op Heuvelsven, Heuvelsvenlaan 1, 3650 Lanklaar. Organisatie De Maaslanders.
- Tweede weekend van september: Kennedymars met vertrek aan zaal De Vrietsel, Groenstraat 20, 3650 Lanklaar. Organisatie Ratary Maasland-Lanklaar.
- 11 november: St.-Maartensvuur om 18 uur met vertrek aan het politiekantoor, Nieuwstraat 32, 3650 Lanklaar. Organisatie Volkskunstgroep De Passerelle Lanklaar.
- 11 november: Herdenking Wapenstilstand op het kerkplein bij de kerk, Nieuwstraat 44, 3650 Lanklaar. Organisatie Nationale Oudstrijdersbond afdeling Lanklaar.
- 31 december om 23.45 uur vuurwerk op de Rijksweg in het centrum, kruispunt Dorpsstraat.

## Politiek

### Burgemeesters
Dit zijn de burgemeesters tot 16 april 1971, toen Lanklaar een deel werd van de fusiegemeente Dilsen. De fusiegemeente Dilsen wijzigde haar naam op 25 oktober 1987 in Dilsen-Stokkem. Reden van de nieuwe naam was de teruggave van stadsrechten aan de Loonse stad Stokkem. 
- Anselmus Layen (1680).
- Willem Aerts (1681).
- Peter Aerts (1716)
- Claes Haerden (1780-1782)
- Marguerite Klingeleers (1783)
- Peter Dirx (1784-1786)
- Nicolaus Severijns (1787)
- Cornelis Breuls (1788)
- Willem Jaspers (1789-1790)
- Jean-Wilhelmus Leuten (1791-1792)
- Willem Jaspers en Nicolaus Severijns (1793)
- Jean-Wilhelmus Leuten en Nicolaus Severijns (1794)
- Marguerite Leuten-Klingeleers (1795)
- Nicolaus Severijns (1796)
- Jean Breuls (1797-1802)
- Nicolaus Severijns (1802-1809)
- Thomas Severijns (1809-1851)
- Nicolas-Hubert Severijns (1851-1893)
- Andreas Schurgers (1894-1900)
- Jan Eggen (1901-1912)
- Renier Breuls (1913-1920)
- Joseph Schurgers (1921-1926)
- Christiaan Simons (1927-1933)
- Joseph Schurgers (1934-1940)
- Martin Smeets (1940-1942)
- Eugeen Fabry (1942-1944)
- Joseph Schurgers (1944-1946)
- Joseph Houben (1947-1958)
- Theo Dirkx (1959-1960)
- Theo Conings (1960-1971)

## Afkomstig uit Lanklaar
- Lydia Peeters, politicus, Vlaams minister en burgemeester (2000-2024)
- Luca Brecel, snookerkampioen
- Sonja Doumen, miss België 1968
- Paul Bouts, priester, pedagoog en frenoloog
- Leandro Trossard, voetballer nationale ploeg
- Paul Lambrichts, voetballer nationale ploeg
- René Simons, kunstschilder.

## Nabijgelegen kernen
Stokkem, Dilsen, Eisden, Meeswijk, Leut, As, Niel-bij-As.